# Ashin Wirathu
Wirathu (Birmanisch: ဝီရသူ, Pali: Vīrasū; * 10. Juli 1968 in Kyaukse, Mandalay Division, Burma) ist ein myanmarischer buddhistischer Mönch und der Anführer der 969-Bewegung in Myanmar. Ihm wird vorgeworfen, zur Verfolgung der Rohingya, einer muslimischen Minderheit in Myanmar, aufzurufen. Er selbst gibt an, ein friedlicher Mönch zu sein, der nicht zu Gewalt aufruft.

## Leben
Wirathu wurde 1968 in Myinsaing, Kyaukse, in der Nähe von Mandalay geboren. Er verließ die Schule im Alter von 14 Jahren, um Mönch zu werden. 2001 wurde er Teil der 969-Bewegung. 2003 wurde er zu 25 Jahren Haft aufgrund seiner Predigten verurteilt, aber bereits 2012 mit anderen politischen Gefangenen wieder freigelassen. Seit den demokratischen Reformen der Regierung Myanmars im Jahr 2011 ist er besonders auf YouTube und anderen sozialen Medien aktiv. Facebook hat jedoch seinen Account gelöscht, da er wiederholt zu Hass und Gewalt aufgerufen habe und damit gegen die Richtlinien verstoßen habe.